# Boulevard Marcel-Sembat
Le boulevard Marcel-Sembat est une voie de communication de Saint-Denis.

## Situation et accès
Les voies traversées sont, d'Ouest en Est:
- rue du Port / rue Ernest-Renan,
- rue Ferdinand-Gambon,
- impasse de Châteaudun,
- villa Danré (du nom de l'ancien propriétaire des terrains[1]),
- boulevard Jules-Guesde / Rue Denfert-Rochereau,
- impasse Thiers,
- rue Désiré-Lelay, à l'angle du square Pierre-de-Geyter,
- rue Riant,
- rue Aubert et la rue du 4-Septembre,
- rue du Christ,
- boulevard Anatole-France

Accès
- Gare de Saint-Denis
- Ligne 1 du tramway d'Île-de-France
- Ligne 8 du tramway d'Île-de-France

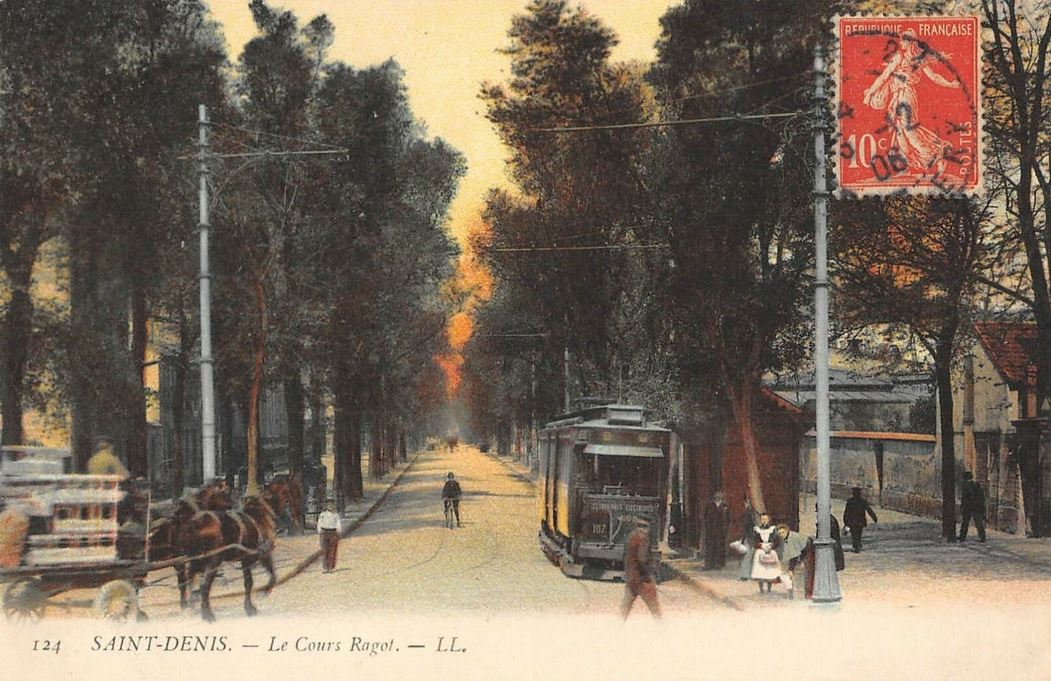
Un tramway cours Ragot vers 1900.
Le tram 8 en 2015.

## Origine du nom

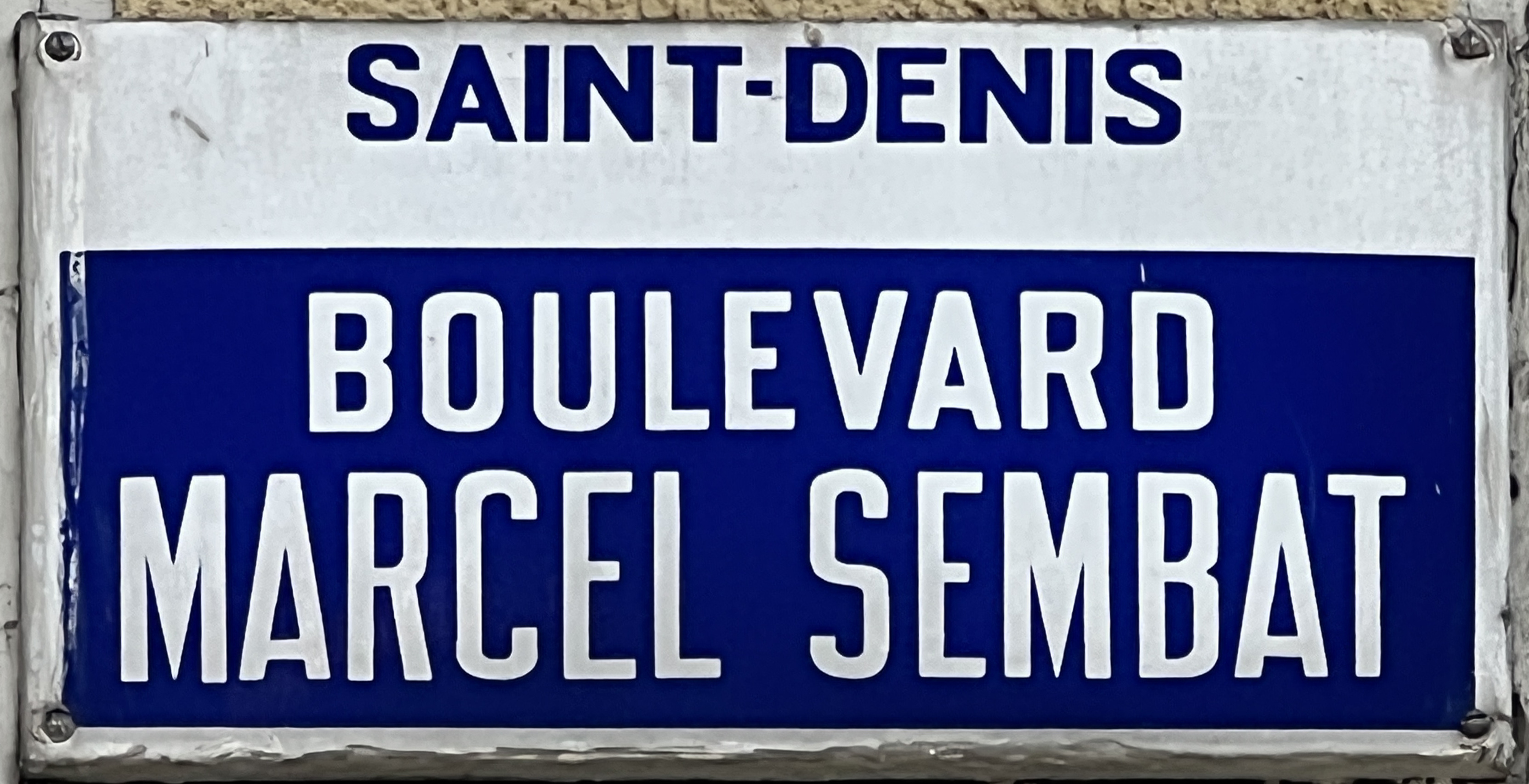
Plaque Boulevard Marcel Sembat.

Il tient son nom de Marcel Sembat, ministre et homme politique socialiste (SFIO).
Il porte sa dénomination actuelle depuis le 13 mars 1923 par délibération du Conseil Municipal qui déclara à cette occasion: « le cours Ragot rappelle le nom d'un bailli mort en 1783 et je ne crois pas que personne ici tienne à honorer plus longtemps un homme que nous n'avons pas connu et qui, très probablement n'a pas rendu de grands services ».

## Historique

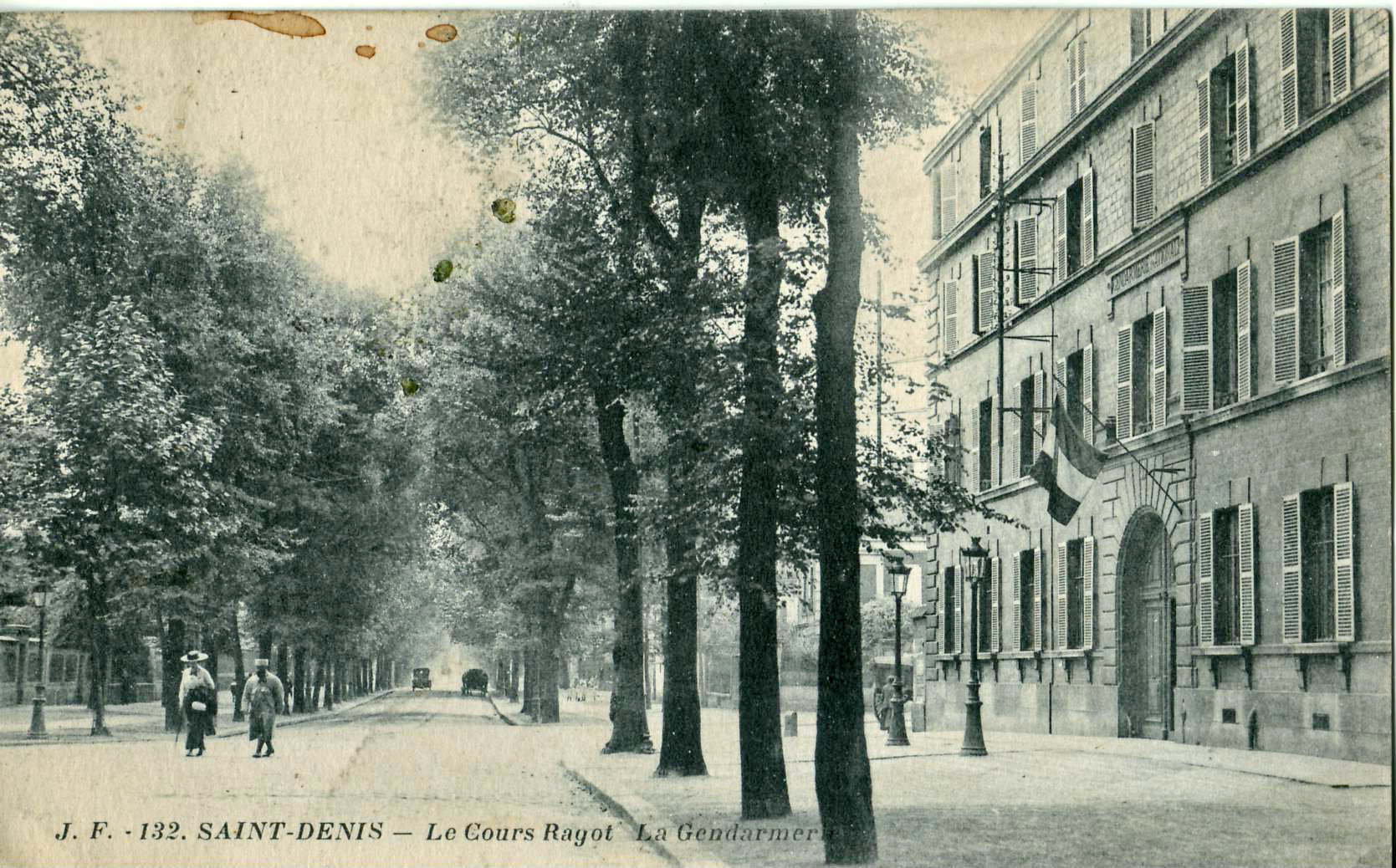
La Gendarmerie cours Ragot, aujourd'hui boulevard Marcel-Sembat.

Comme les boulevards Félix-Faure, Jules-Guesde et Carnot, il a été percé en 1813 sur l'emplacement des fossés et des remparts construits au IXe siècle par le roi Charles le Chauve afin de protéger la ville des invasions normandes, et qui étaient en ruine au début du XIXe siècle.
Son ancien nom est le Cours Ragot,,, du nom de Martin Ragot, bailli de la ville au XVIIIe siècle, et enterré dans cette ville le 9 janvier 1773.
Une gendarmerie y fut construite en 1826.
Il était parcouru par le tramway Enghien - Trinité de 1900 à 1935.
En 1966, il fut prolongé de la gendarmerie jusqu'à la rue du Port.

## Bâtiments remarquables et lieux de mémoire
- Square Pierre-de-Geyter[9].
- Groupe scolaire Marcel-Sembat, construit en 1882.
- Au no 31, anciens locaux de la Fédération française de triathlon[10], acquis auprès de la CNAM en 2012[11], puis occupés de 2013[12] à 2017[13] par le squat solidaire L'Attieké[14]. Cette occupation est le thème du documentaire Attieké All Stars[15].